# Chama Acesa
Chama Acesa é o quinto álbum de estúdio do cantor e compositor brasileiro Ivan Lins.
Lançado em 1975, é o primeiro disco do artista lançado pela gravadora RCA Records (hoje em dia parte da Sony Music). O disco, que ficou fora de catálogo por vários anos, foi relançado em 2015 pelo selo Kuarup, sob licença da gravadora original, em consonância com o aniversário de 70 anos do cantor.  Este é um dos importantes trabalhos de Ivan, que estabelece sua parceria com o paulista Vítor Martins, consolidando o trabalho de Lins como compositor. Originalmente lançado no formato de disco vinil, foi relançado como CD em 2001.

## Lista de faixas
| Chama acesa    |                                |                            |         |  |
| N.º            | Título                         | Letras                     | Duração |  |
| 1.             | "Sorriso Da Mágoa"             | Ivan Lins                  | 4:41    |  |
| 2.             | "Nesse botequim"               | Lins                       | 2:43    |  |
| 3.             | "Chama acesa"                  | Lins, Paulo César Pinheiro | 1:59    |  |
| 4.             | "Lenda do Carmo"               | Lins, Vítor Martins        | 5:40    |  |
| 5.             | "Joana Dos Barcos (Beira-Mar)" | Lins, Martins              | 2:37    |  |
| 6.             | "Ventos de Junho"              | Lins, Martins              | 2:54    |  |
| 7.             | "Não há porque"                | Lins, Ronaldo Monteiro     | 4:11    |  |
| 8.             | "Demônio de Guarda"            | Lins, Martins              | 3:49    |  |
| 9.             | "Poeira, cinza e fumaça"       | Lins, Pinheiro             | 3:20    |  |
| 10.            | "Palhaços e reis"              | Lins, Monteiro             | 4:33    |  |
| 11.            | "Corpos"                       | Lins, Martins              | 3:57    |  |
| Duração total: | Duração total:                 | Duração total:             | 40:14   |  |

## Créditos[6]
- Produção: Raymundo Bittencourt
- Instrumentistas: 
  - Gilson Peranzzetta: piano elétrico, órgão, arp
  - Ricardo Ribeiro: flauta, sax-alto, sax-soprano e vocal
  - Fred Barbosa: baixo elétrico, percussão e vocal
  - João Cortez: bateria, percussão e vocal
  - Ivan Lins: piano, órgão, violão e voz
- Direção artística: Carlos Guarany
- Coordenação artística e direção de estúdio: Raymundo Bittencourt
- Arranjos: Ivan Lins, Banda Modo Livre
- Técnicos de gravação: Stélio Carlini, Walter Lima, Mário Jorge Bruno
- Técnicos de mixagem: Gunther Kilbekstis, Edgardo Rapetti
- Gravação e mixagem: RCA Rio de Janeiro, em 16 canais
- Corte: José Oswaldo Martins
- Participação especial: Banda Modo Livre
- Fotos: Ivan Klingen
- Arte: Ney Tavora
- Adaptação da arte para CD: Kuarup Produções
- Remasterização: Ricardo Carvalheira